# Štěchovice (Boêmia do Sul)
Štěchovice é uma comuna checa localizada na região da Boêmia do Sul, distrito de Strakonice.